# Allie DiMeco
Allie DiMeco est une actrice américaine née le 12 juin 1992 à Waterbury, dans le Connecticut (États-Unis).

## Filmographie
- 2005 : The Naked Brothers Band: The Movie (TV) : Rosalina
- 2007 : The Naked Brothers Band (série TV) : Rosalina[1],[2],[3]

## Distinctions
- Nomination au Young Artist Award de la meilleure actrice en 2008 pour The Naked Brothers Band.